# Samuel Paynter
Samuel Paynter, född 24 augusti 1768 i Sussex County i Kolonin Delaware, död 2 oktober 1845 i Sussex County i Delaware, var en amerikansk politiker (federalist). Han var Delawares guvernör 1824–1827.
Paynter efterträdde 1824 Charles Thomas som guvernör och efterträddes 1827 av Charles Polk.